# Erin Richards
Erin Richards (Penarth, 17 de maio de 1986) é uma atriz galesa, mais conhecida por interpretar Barbara Kean em Gotham. 

## Vida e carreira
É uma ex-aluna do conservatório Royal Welsh College of Music & Drama, localizado em Cardiff.
Trabalhou como apresentadora no programa teen Mosgito do canal S4C.
Em 2011, teve seu primeiro papel de destaque em três episódios da terceira temporada de Being Human. Em 2012, foi lançada no papel principal da assistente executiva Molly Marie Hughes na segunda temporada de Breaking In, série da FOX. Em 2013 e 2014, co-estrelou os filmes de terror Open Grave e The Quiet Ones.  
Ficou conhecida mundialmente por interpretar Barbara Kean na série Gotham da  FOX, baseada nos personagens da franquia do super-herói Batman. No início da série, Barbara é a noiva do idealista detetive James Gordon.

## Filmografia
| Televisão | Televisão      | Televisão          | Televisão                       |
| Ano       | Título         | Personagem         | Nota                            |
| --------- | -------------- | ------------------ | ------------------------------- |
| 2014–2019 | Gotham         | Barbara Kean       | Elenco principal                |
| 2013      | Misfits        | Sarah              | Temporada 5, Episódio 7         |
| 2013      | Crossing Lines | Nicole             | Temporada 1, Episódio 3         |
| 2012      | Merlin         | Eira               | Temporada 5, Episódios 12 e 13  |
| 2012      | Breaking In    | Molly Marie Hughes | Elenco principal, Temporada 2   |
| 2011      | Being Human    | Nancy Reid         | Temporada 3, Episódios 6, 7 e 8 |
| 2010      | Crash          | Cheryl             | Temporada 2, Episódio 3         |

| Cinema | Cinema                                                                     | Cinema        | Cinema         |
| Ano    | Título                                                                     | Personagem    | Nota           |
| ------ | -------------------------------------------------------------------------- | ------------- | -------------- |
| 2014   | The Quiet Ones                                                             | Krissi Dalton |                |
| 2013   | Open Grave                                                                 | Sharon        |                |
| 2012   | Will Sampson (...and the Self-Perpetuating Cycle of Unintended Abstinence) | Sofia         | Curta-metragem |
| 2010   | Balance                                                                    | Becki         | Curta-metragem |
| 2009   | 17                                                                         | Gemma         | Curta-metragem |
| 2008   | Abraham's Point                                                            | Milly         |                |
| 2005   | Expiry Date                                                                | Luce          |                |